# Vrbovac (Glogovac)
Pour les articles homonymes, voir Vrbovac.
Vërboc en albanais, Vrbs en latin et Vrbovac en serbe latin (en serbe cyrillique : Врбовац) est une localité du Kosovo située dans la commune/municipalité de Gllogoc/Glogovac, district de Pristina (République du Kosovo). Selon le recensement kosovar de 2011, elle compte 1 247 habitants, tous albanais.

## Histoire
Les vestiges de la forteresse de Vrbovac remontent à l'Antiquité et au Moyen Âge ; mentionnés pour la premiere fois par l'Institute Albanologique du Kosovo. Puis est mis en protection par une décision de l'Institut provincial pour la protection des monuments culturels de Pristina, no. 802 du 15.12.1988 . Le site est maintenant  sur la liste des monuments culturels du Kosovo.

## Démographie

### Évolution historique de la population dans la localité
| 1948 | 1953 | 1961 | 1971 | 1981  | 1991  | 2011  |
| ---- | ---- | ---- | ---- | ----- | ----- | ----- |
| 477  | 555  | 686  | 841  | 1 071 | 1 377 | 1 247 |

|  |